# Elfenbenskusten i olympiska sommarspelen 2000
Elfenbenskusten deltog i de olympiska sommarspelen 2000 med en trupp bestående av 14 deltagare, men ingen av landets deltagare erövrade någon medalj.

## Friidrott
Herrarnas 100 meter
- Ibrahim Meite
  1. Omgång 1 - 10.24
  2. Omgång 2 - 10.40 (gick inte vidare)

Herrarnas 200 meter
- Ahmed Yves Douhou
  1. Omgång 1 - 20.98 (gick inte vidare)

Herrarnas 4 x 100 meter stafett
- Ahmed Yves Douhou, Ibrahim Meite, Eric Pacome N'Dri, Yves Sonan
  1. Omgång 1 - 39.06
  2. Semifinal - 38.82 (gick inte vidare)

Damernas 100 meter
- Louise Ayetotche
  1. Omgång 1 - 11.52 (gick inte vidare)

Damernas 200 meter
- Louise Ayetotche
  1. Omgång 1 - 22.85
  2. Omgång 2 - 22.86
  3. Semifinal - 22.76 (gick inte vidare)

Damernas 4 x 100 meter stafett
- Affoue Allou, Louise Ayetotche, Mary Gnahore, Makaridja Sanganoko
  1. Omgång 1 - 44.34 (gick inte vidare)

## Simning
100 meter frisim
- Gregory Arkhurst
  1. Försöksheat - 53.55 (gick inte vidare)